# Henri Tolain
Henri Louis Tolain (Parigi, 18 giugno 1828 – Parigi, 3 maggio 1897) è stato un politico e giornalista francese, figura di rilievo del socialismo proudhoniano.

## Biografia
Nato da Antoine Tolain, maestro di danza, e da Jeanne Louise Adélaïde Pouplan, Henri Tolain imparò il mestiere di cesellatore in bronzo. Seguace di Proudhon e attivo nelle società operaie, nel 1864 redasse il Manifesto dei sessanta, così detto perché firmato da sessanta operai, un programma di rivendicazioni sociali e politiche. Sotto il Secondo Impero il diritto di sciopero fu permesso da una legge del 25 maggio 1864, ma a condizione di non «attentare alla libertà del lavoro» e di non provocare violenze.
Tolain partecipò a Londra, il 28 settembre 1864, al congresso fondativo della I Internazionale, e assunse un ruolo rilevante della sezione francese, aperta nel gennaio del 1865 a Parigi, in rue des Gravilliers 44. Al congresso di Ginevra del 1867 presentò la Mémoire des délégués français. Controllato dalla polizia bonapartista, subì perquisizioni e una condanna per associazione illegale nel marzo del 1868. Nel congresso di Bruxelles difese contro Marx le posizioni proudhoniane del mutualismo.
Tolain appartenne alla Massoneria.
Guardato con sospetto per le sue frequentazioni con gli ambienti di corte e in particolare con il principe Girolamo Napoleone, perdette la fiducia degli operai. Caduto l'Impero, venne eletto sindaco aggiunto dell'XI arrondissement di Parigi e nel febbraio del 1871 deputato nell'Assemblea nazionale. Appoggiò il governo Thiers contro la Comune e il 12 aprile fu espulso dall'Internazionale. Nel 1876 divenne senatore e mantenne il seggio del Senato fino alla morte.